# Eoghan Murphy

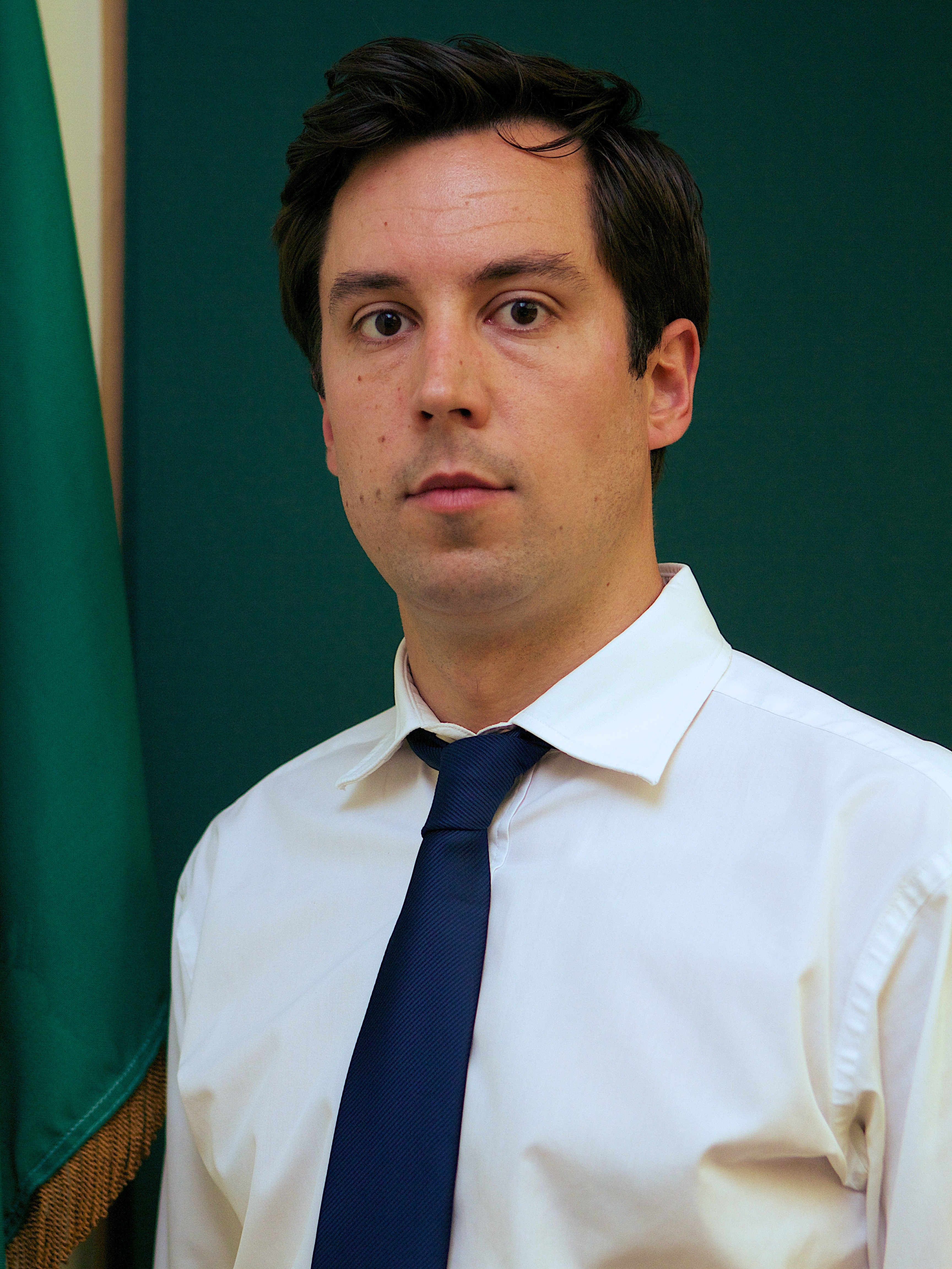
Eoghan Murphy (2014)

Eoghan Murphy (irisch Eoghan Ó Murchú, * 23. April 1982 in Sandymont, Dublin) ist ein ehemaliger irischer Politiker und Mitglied der Fine Gael.

## Leben
Murphy besuchte das St Michael’s College in Dublin. Das Studium am University College Dublin schloss er mit dem Bachelor of Arts in den Fächern Englisch und Philosophie ab. Mit dem Master of Arts schloss er 2006 das Studium der Internationalen Beziehungen am King’s College London ab. Er arbeitete zunächst für das UN-Institut für Abrüstungsforschung, für irische Regierungseinrichtungen und für die Organisation des Vertrages über das umfassende Verbot von Nuklearversuchen.
2009 wurde er in den Dublin City Council für den Bezirk Pembroke–Rathmines gewählt. Bei den Wahlen zum Dáil Éireann 2011 gelang es ihm, einen Sitz für den Wahlkreis Dublin South-East zu erlangen. Erfolgreich war er auch bei den darauf folgenden Wahlen 2016, als er für den Wahlkreis Dublin Bay South antrat. Der Taoiseach Kenny ernannte ihn zum Staatsminister im Finanzministerium für die öffentlichen Ausgaben und die Reform des öffentlichen Dienstes in seinem Kabinett. Mit dem Regierungswechsel 2017 wechselte Murphy das Amt. Im Kabinett Varadkar I wurde er zum Minister für Wohnungswesen, Raumordnung und kommunale Selbstverwaltung. 
Bei den Wahlen 2020 konnte er seinen Sitz zwar verteidigen. Er war bei der Regierungsbildung jedoch nicht mehr für einen Ministerposten vorgesehen. 2021 gab er seinen Sitz im Dáil Éireann ab und wechselte zur Beobachtermission der OSZE. Wahlbeobachter war er unter anderem in Armenien, Usbekistan, Italien und Kasachstan. 

## Privates
Eoghan Murphy ist ledig und der Bruder des Schauspielers Killian Scott.